# Trg slobode (place)
Pour les articles homonymes, voir Trg slobode.
Le Trg slobode (en serbe cyrillique : Трг слободе), la « place de la Liberté », est situé à Novi Sad, la capitale de la province autonome de Voïvodine, en Serbie, dans le quartier central de Stari grad (la « vieille ville »).
Celle place est la place centrale de la ville.

## Historique
Le Trg slobode, formé au XVIIIe siècle, est la place la plus ancienne de la ville ; d'abord appelé Trg Franje Josifa (« place François-Joseph »), elle a reçu son nom actuel après la Seconde Guerre mondiale.

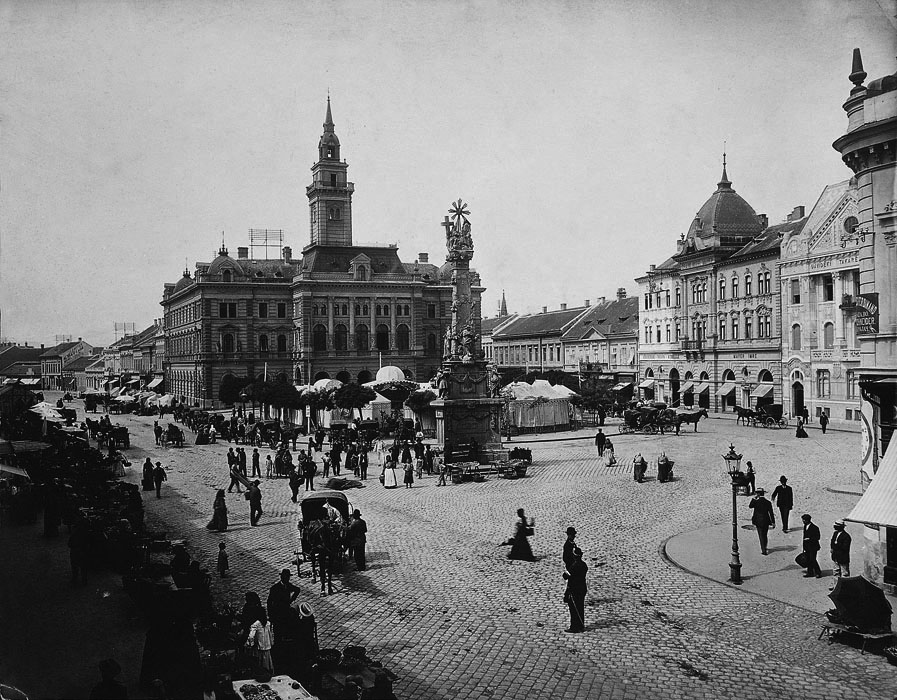
L'actuel Trg slobode en 1900

## Monuments culturels

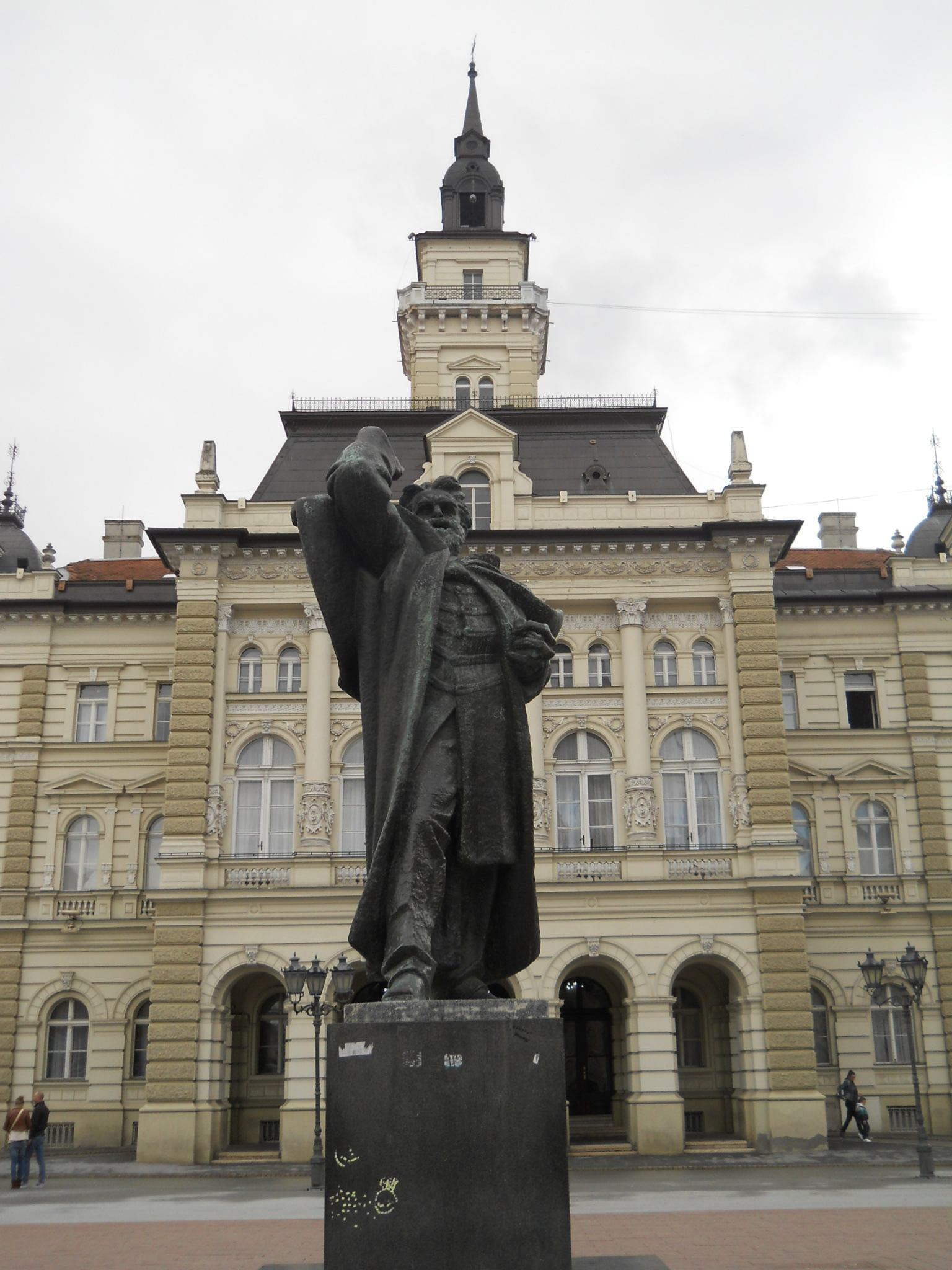
Le monument de Svetozar Miletić devant l'hôtel de ville

La place est dominée par le monument de Svetozar Miletić, érigé en l'honneur de celui qui a été dans la seconde moitié du XIXe siècle, au temps de l'empire d'Autriche puis de l'Autriche-Hongrie, le grand défenseurs des Serbes de Voïvodine. Svetozar Miletić a été par deux fois maire de Novi Sad, la première en 1861-1862 et la seconde en 1867-1868. La statue monumentale en bronze est une œuvre du sculpteur croate Ivan Meštrović et elle a été dévoilée sur la place en 1939. Le monument est aujourd'hui inscrit sur la liste des monuments culturels de grande importance de la république de Serbie (identifiant n° SK 1165),. Se référant à la statue, les habitants de Novi Sad évoquent souvent la place en la renommant Miletićev trg, la « place de Miletić ».
Sur la place se trouve également l'hôtel de ville de Novi Sad, construit en 1895 sur des plans de l'architecte hongrois György Molnár ; il est caractéristique du style éclectique, avec une dominante du style néo-Renaissance ; la façade principale, richement décorée, est dominée par une tour ornée d'un balcon et surmontée d'une lanterne ; à l'époque de la construction, la cloche de la lanterne, familièrement surnommée Matilda, plus tard fondue en temps de guerre, permettait d'alerter les citoyens de la ville en cas d'incendie,,. L'hôtel de ville est inscrit sur la liste des monuments culturels protégés (identifiant n° SK 1521).

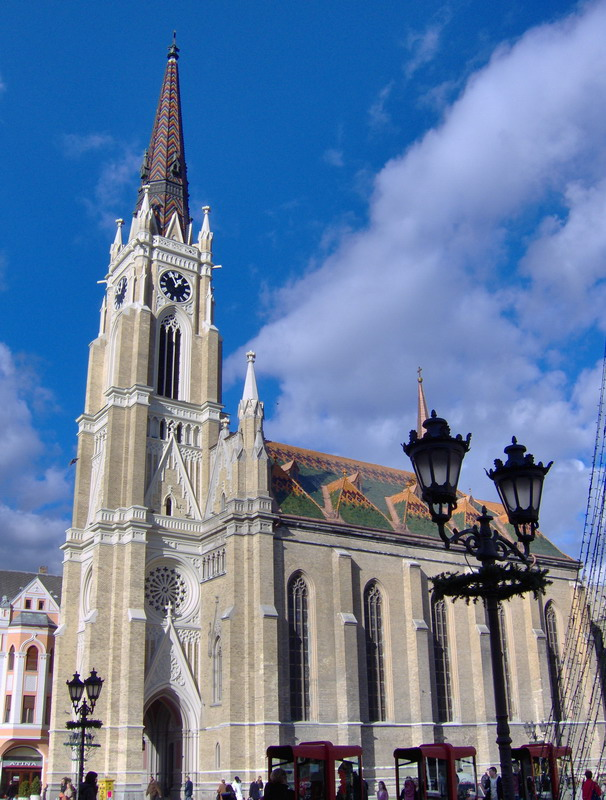
Vue de l'église catholique du Nom-de-Marie

En face de l'hôtel de ville se trouve l'église catholique du Nom-de-Marie construite entre 1892 et 1894, toujours sur des plans de György Molnár ; les habitants de la ville l'appellent « la cathédrale », bien que la paroisse relève du diocèse de Subotica, cité qui abrite la cathédrale catholique diocésaine. L'édifice, de style néo-gothique, est décoré de tuiles de céramique émaillée issues de la manufacture de porcelaine Zsolnay ; il est surmonté d'une tour-clocher qui culmine à 72 m,,.

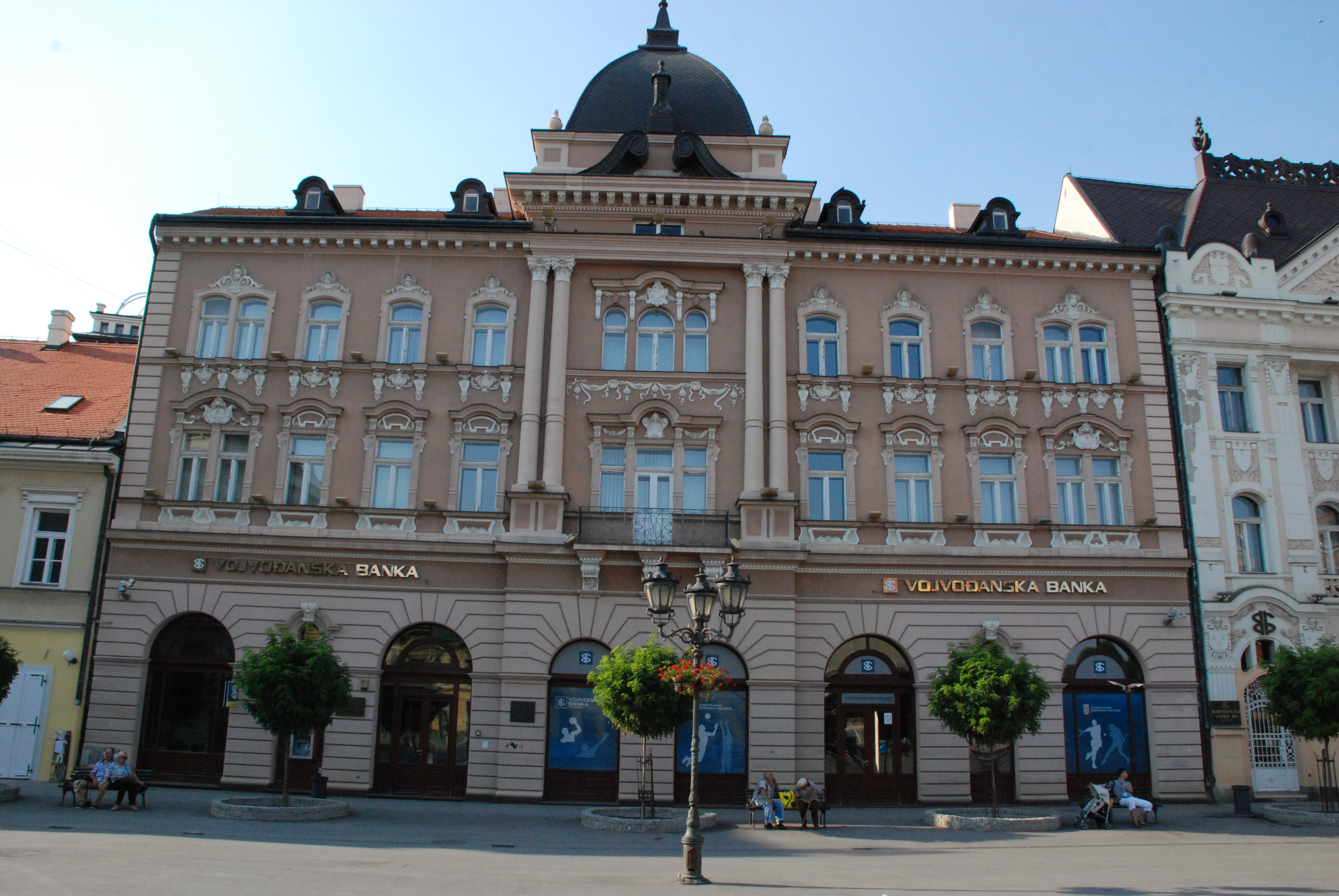
L'ex-maison de la JNA

Plusieurs autres bâtiments entourent la place comme l'ex-maison de la JNA, un bâtiment de style éclectique classé comme monument culturel de grande importance (identifiant n° SK 1110) ; c'est là que, le 25 novembre 1918, se réunit la Grande assemblée nationale des Serbes, des Bunjevcis et des autres Slaves du Banat, de la Bačka et de la Baranja (en serbe : Velika narodna skupština Srba, Bunjevaca i ostalih Slovena u Banatu, Bačkoj i Baranji) qui décida le rattachement de la Voïvodine jusqu'alors autrichienne au royaume de Serbie ; il abrite aujourd'hui le siège social de la Vojvođanska banka (la « Banque de Voïvodine »). Sur le même côté de la place se trouvent l'ancien bâtiment de la Caisse d'épargne de Novi Sad, réalisé en 1904 sur des plans de l'architecte Lipót Baumhorn, et un autre bâtiment connu sous le nom de l'« Homme de fer » (en serbe : Gvozdeni čovek), conçu par l'architecte Béla Peklo en 1908 et caractéristique du style de la Sécession hongroise.

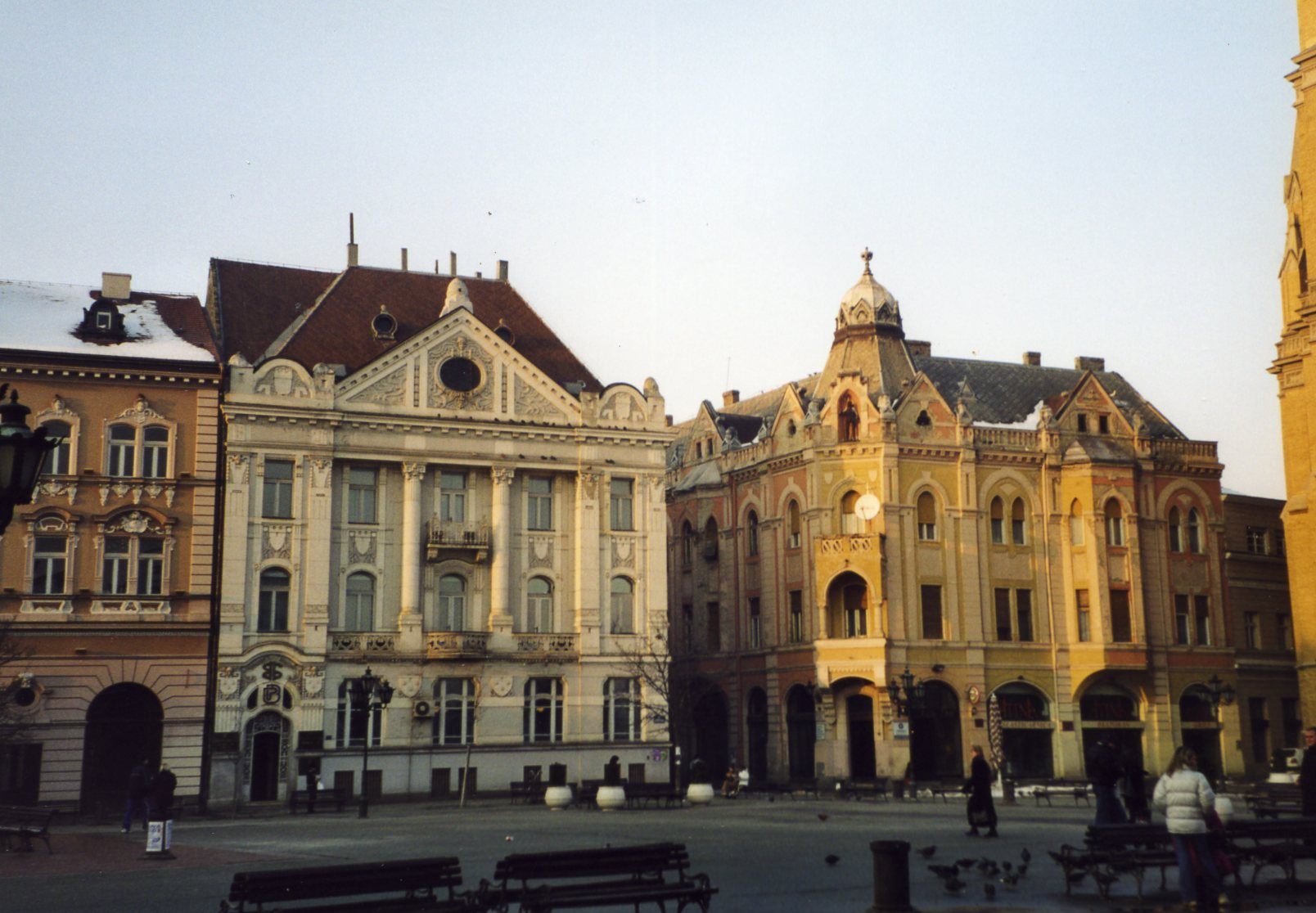
L'ancien bâtiment de la Caisse d'épargne (à gauche) et le bâtiment de l'« Homme de fer » (à droite)

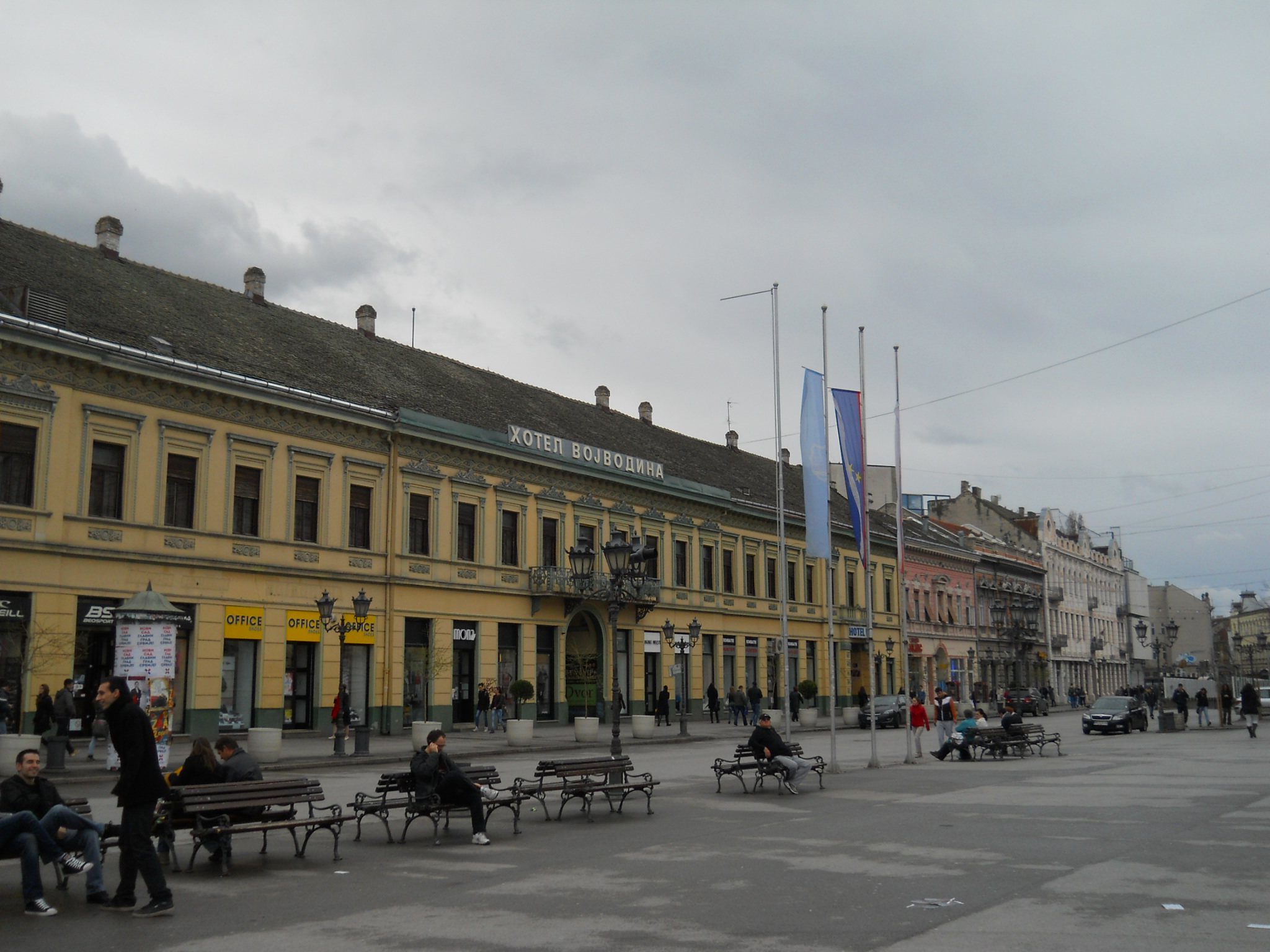
Le bâtiment de l'hôtel Vojvodina

De l'autre côté de la place, en face de ces trois bâtiments, se trouve celui de l'hôtel Vojvodina, construit en 1854 sur des plans de Johann Eigler ; il a porté les noms de « hôtel de l'impératrice Élizabeth d'Autriche », « hôtel François-Joseph d'Autriche » et « hôtel reine Marie », avant de recevoir son nom actuel après la Seconde Guerre mondiale. À l'époque de l'empire d'Autriche, de l'Autriche-Hongrie et du royaume de Yougoslavie, il était réputé pour sa cuisine raffinée, ses vins fins ainsi que pour les bals et les fêtes qui y étaient organisés. Dans la cour de l'hôtel, un théâtre a été construit de 1892 à 1895 par l'architecte Vladimir Nikolić, connu sous le nom de « Théâtre Dunđerski » ; il a été détruit dans un incendie en 1928. De nombreuses personnalités y ont séjourné comme Laza Kostić, Marko Miljanov et Miloš Crnjanski ; l'écrivain hongrois Lajos Zilahy y est mort en 1974. L'hôtel Vojvodina est toujours en activité.
L'immeuble Tanurdžić (Tanurdžićeva palata) a été construit en 1933 et 1934 pour le marchand et philanthrope Nikola Tanurdžić selon un projet de l'architecte Đorđe Tabaković et complété en 1939-1940 ; sans décoration, il constitue un exemple d'architecture rationaliste dans l'esprit du Bauhaus.

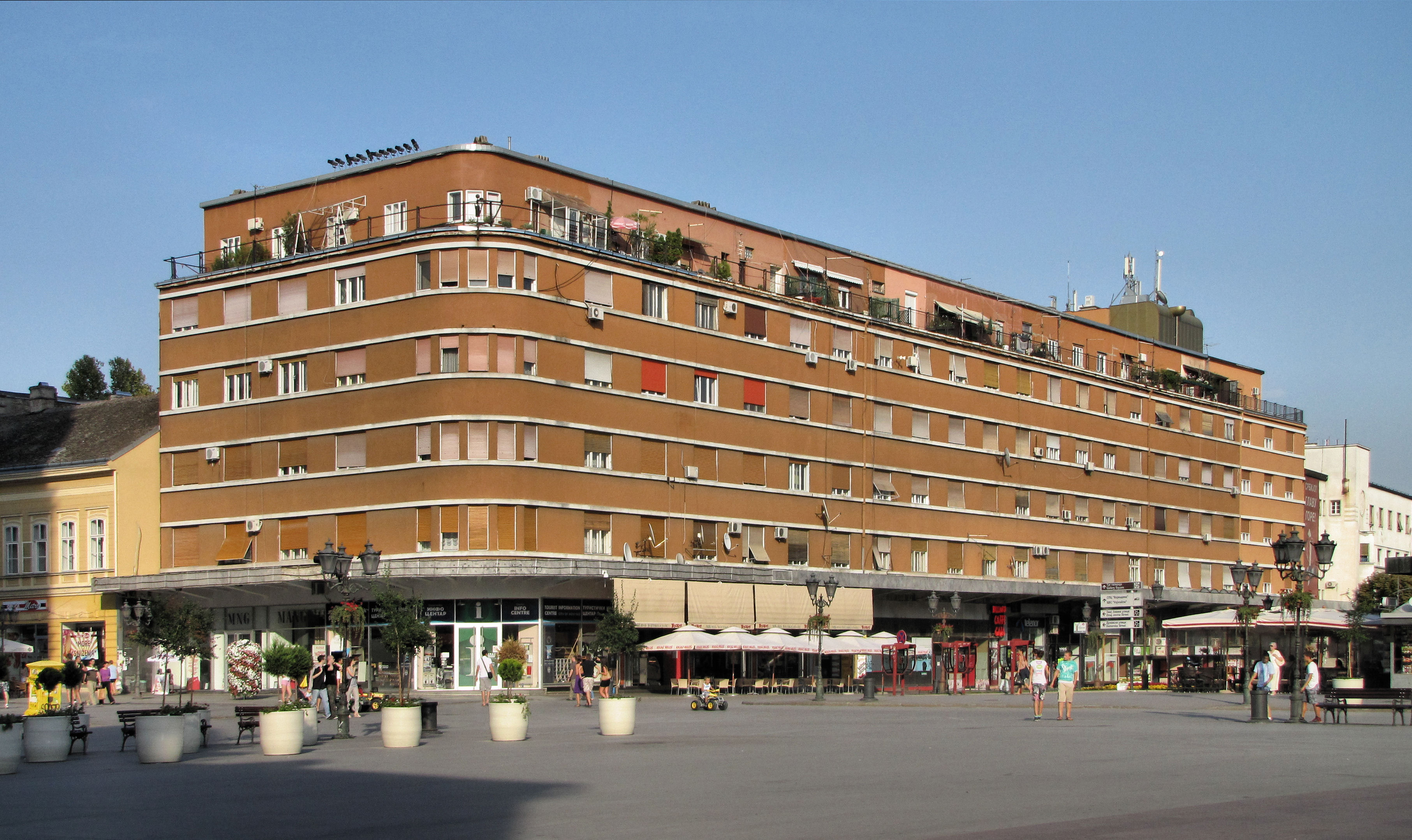
L'immeuble Tanurdžić

## Économie

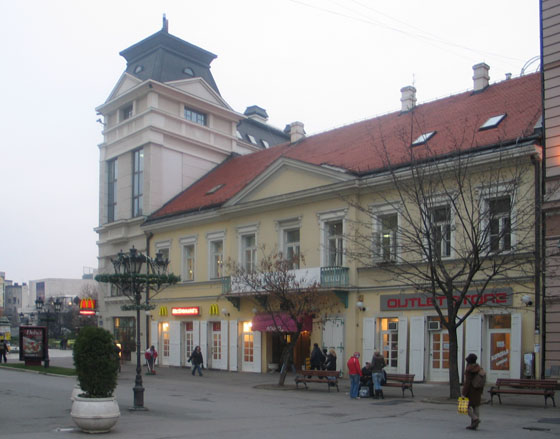
L'entrée du centre commercial Apolo

Au no 3 de la place, le centre commercial Apolo a ouvert ses portes en 1993 en partie dans un bâtiment du milieu de XVIIIe siècle où a vécu Jovan Hadžić, le fondateur et le premier président de la Matica srpska, l'institution culturelle serbe la plus importante à l'époque austro-hongroise. En 1910, le premier cinéma de Novi Sad y a ouvert ses portes sous le nom d'« Apolo », nom que le centre conserve encore aujourd'hui. Le centre commercial, géré par la société publique municipale Poslovni prostor (« Espace commercial »), s'étend sur environ 5 500 m2, dont 950 m2 situés dans la partie ancienne du bâtiment.On y trouve des commerces et des restaurants, dont un restaurant McDonald's. Le centre abrite aussi la rédaction et les studios de la chaîne de télévision locale TV Apolo[réf. nécessaire].